# Aerodium Sigulda
Aerodium Sigulda är ett företag baserat i Lettland, som äger och driver den första vertikala vindtunneln i Östeuropa. Vindtunneln ligger nära Sigulda. 
2003 beslutade den lettiske entreprenören Ivars Beitāns att utveckla vindtunnelkonceptet. 2005 invigdes den första vindtunneln i Sigulda.
Den 3 maj 2017 ersatte en ny generation öppen vindtunnel den redan föråldrade första modellen. Den har en lufthastighet på 215 km/h och en flygzon på 2,8 meter.